# Ciudske, Berezivka
Ciudske (în ucraineană Чудське) este un sat în comunei Rozkvit din raionul Berezivka, regiunea Odesa, Ucraina. Anterior a purtat denumirea Kotovske.

## Demografie
Componența lingvistică a localității Ciudske
     Ucraineană (54,4%)
     Rusă (35,85%)
     Română (7,23%)
     Belarusă (1,57%)
     Alte limbi (0,63%)
Conform recensământului din 2001, majoritatea populației localității Ciudske era vorbitoare de ucraineană (54,4%), existând în minoritate și vorbitori de rusă (35,85%), română (7,23%) și belarusă (1,57%).